# أوقست هينكل
أوقست هينكل (بالإنجليزية: August Henkel)‏ هو فنان أمريكي، ولد في 1880، وتوفي في 1961.